# Guerra Civil Paraguaia (1922-1923)
A guerra civil paraguaia foi um conflito político e militar ocorrido entre 27 de maio de 1922 e 10 de julho de 1923, no território do Paraguai. Iniciou-se com a sublevação de parte do Exército, que se colocou sob o comando do Coronel Adolfo Chirife, candidato à Presidência da República para as eleições que o Congresso havia convocado. O decreto legislativo de convocação havia sido vetado pelo presidente provisório, Eusebio Ayala, agravando o conflito interno do Partido Liberal. Chirife representava o chamado lado constitucionalista ou schaererista – que apoiava ideologicamente o político liberal Eduardo Schaerer e considerava inconstitucional o veto à convocação de eleições –, enquanto as tropas sob Ayala foram nomeadas lealistas ou gondristas – ideologicamente fiéis ao ex-presidente Manuel Gondra, que renunciara ao cargo em 1921 após perder apoio de parte das unidades armadas do país. O conflito concluiu quando as forças gondristas derrotaram os remanescentes do exército schaererista em Assunção.

## Antecedentes
Após a revolução de 1904, o movimento liberal paraguaio entrou em um período de instabilidade e luta fracional. Entre 1904 e 1922, 15 presidentes paraguaios assumiram o cargo. Os golpes de 1908 e 1910 cimentaram a divisão dos liberais paraguaios em facções radicais e civis. Uma nova divisão da facção dos radicais em duas subfacções lideradas por Manuel Gondra e Eduardo Schaerer respectivamente, gradualmente escalou para uma guerra civil em grande escala.
Em 1920, Gondra saiu vitorioso na eleição presidencial. Schaerer imediatamente tentou minar Gondra, forçando a renúncia do Ministro do Interior José Guggiari, o maior defensor de Gondra. Após a recusa de Gondra em demitir Guggiari, o próprio Gondra renunciou, devido ao surgimento de uma divisão nas forças armadas do Paraguai. Após a recusa do vice-presidente Félix Paiva em assumir o cargo, o Congresso colocou o senador Eusebio Ayala, apoiador moderado de Gondra na presidência interina.
Outra crise aconteceu quando Adolfo Chirife, um apoiador de Schaerer, se tornou um candidato presidencial. Reunindo o apoio do Partido Colorado junto com uma grande porcentagem de partidários do Partido Liberal, Chirife reuniu apoio suficiente para garantir a vitória nas próximas eleições. Quando Ayala reagiu bloqueando a implementação das eleições, os apoiadores de Schaerer tentaram restaurar o processo eleitoral pela força.

## Conflito
Tropas pertencentes à 1ª, 2ª e 4ª zonas militares num total de 1.700 homens, unidas sob o nome de Exército Constitucional, declarando lealdade a Schaerer. Opondo-se a eles, elementos leais da Marinha do Paraguai e das guarnições mais amplas da área de Assunção juraram lealdade a Gondra. Em 27 de maio de 1922, após o fracasso de duas semanas de negociações entre as duas partes, Adolfo Chirife ordenou a seus apoiadores militares e civis em Paraguarí que lançassem uma ofensiva na capital, dando início a uma guerra civil. Passando por Luque, os constitucionalistas chegaram a Assunção em 9 de junho. Nessa época, os gondristas haviam reunido 600 soldados regulares, bem como 1.000 membros do anarco-sindicalista Sindicato dos Trabalhadores da Marinha. Apesar do sucesso limitado, os Schaereristas foram forçados a abandonar o cerco aos subúrbios barricados e, em 14 de junho, as batalhas aconteceram em Pirayú e Yaguarón quando os Schaereristas se retiraram para Paraguarí.
Entre 28 e 29 de junho de 1922, um Armstrong Whitworth F.K.8 conduziu duas incursões em Paraguarí, primeiro jogando panfletos e depois bombardeando a cidade. Em 3 de julho, o mesmo FK8 bombardeou por engano vagões de trem que albergavam soldados presos que se recusaram a ingressar no Exército Constitucionalista. Numerosos prisioneiros foram mortos ou feridos na ação. Em 8 de julho de 1922, o FK8 foi abatido sobre Pirayú, e o piloto britânico Sydney Stewart foi morto.
Após a perda de Pirayú e Yaguarón em 14 de julho, os schaereristas começaram a evacuar suas tropas de Paraguarí para Vilarrica. Entre 23 e 24 de julho, os legalistas invadiram posições constitucionalistas em Ybitimí e Sapucaí. Os Gondristas continuaram seu avanço, tomando Itapé e Salitre Cué, e finalmente entrando em Villarrica sem disparar um único tiro em 31 de julho. A cidade de San Estanislao mudou de mãos várias vezes enquanto as cavalarias opostas lutavam na área no início de agosto. A Força Aérea Gondrista mudou-se para Villarrica. Reforçado por vários veteranos italianos da Primeira Guerra Mundial, incluindo o ás Cosimo Damiano Rizzotto, intensificou suas missões de reconhecimento e bombardeio. Em 5 de setembro, o constitucionalista Ansaldo SVA .5 bombardeou Salitre Cué. Em seguida, decolou uma aeronave Gondrista do mesmo modelo, pilotada pelo aviador britânico Patrick Hassett, que atirou no bombardeiro e o obrigou a recuar para Cangó, combate que é considerado o primeiro dogfight registrado na América do Sul. No dia seguinte, outro SVA.5 constitucionalista atacou Salitre Cué, apenas para ser forçado a descer perto de Cangó por Hassett após uma intenso dogfight, tornando-o o primeiro aviador a abater outra aeronave na América do Sul. O piloto italiano Nicolá Bo também danificaria outro avião rebelde no dia 25 de setembro, mas foi forçado a retornar a Isla Alta depois de ficar sem munição.
A luta continuou no final de outubro e início de novembro, quando Isla Alta e Cangó caíram sob o controle Gondrista. Os schaereristas se entrincheiraram na área de Caí Puente Coronel Bogado, 30 quilômetros a noroeste de Encarnación. Em 13 de novembro, um destacamento legalista marchou sobre Caí Puente, enquanto uma segunda coluna perpetrou um ataque surpresa à retaguarda constitucionalista, capturando Carmen del Paraná. Três dias depois, os gondristas tomaram o reduto Schaererirsta de Caí Puente, mas muitos constitucionalistas conseguiram escapar da detenção, reorganizando-se e avançando para o norte em direção à capital desprotegida. Utilizando o transporte ferroviário, os gondristas frearam o avanço Schaererista e, após violentos combates em Paraguarí, Piribebuy e Yhú, os Gondristas foram derrotados e recuaram para além de Carayaó.
Em 18 de março de 1923, os Schaereristas montaram seu primeiro ataque em três meses, apreendendo a sob proteção de Villarrica. Os constitucionalistas então emboscaram um comboio de suprimentos de 20 vagões em Pañetey, matando quase 500 soldados. Em 18 de maio, depois que o comandante em chefe schaererista Adolfo Chirife morreu de pneumonia, o comandante recém-eleito Pedro Mendoza iniciou uma ofensiva contra Assunção. Passando pelas áreas densamente florestadas de Carapeguá, Itá e San Lorenzo, Mendoza entrou na capital em 9 de julho de 1923 sem encontrar resistência significativa. Um dia depois, os legalistas contra-atacaram a capital pelo norte, derrotando os schaereristas e efetivamente encerrando a guerra.